# Ítalo Botti
Ítalo Botti (Buenos Aires, 6 de enero de 1889-8 de febrero de 1970), fue un pintor y grabador argentino caracterizado por sus pinturas de paisajes urbanos y rurales.

## Trayectoria
Nació en la ciudad de Buenos Aires en 1889. Realizó sus estudios en la Academia Nacional de Bellas Artes de Buenos Aires, cuando su director era Pío Collivadino, y tuvo como maestros, entre otros, a Jorge Bermúdez y Alberto Rossi. Expuso en forma constante en Salones Nacionales y Provinciales y fue varias veces premiado. Obtuvo el Premio Cecilia Grierson (1922), el Premio Eduardo Sívori (1923), el Segundo Premio Nacional (1930), el Primer Premio Municipal (1931), el Primer Premio en la Exposición Internacional de París (1961). Falleció en la ciudad de Buenos Aires, en el año 1970.

## Obra
Sus pinturas de paisajes urbanos recorren el barrio de La Boca, el Riachuelo, el puerto, las calles de Buenos Aires. Sus paisajes transitan por distintas provincias argentinas, sobre todo, Córdoba con sus sierras y el pueblo de Ongamira, donde pasó largas temporadas.
Su obra de madurez se caracteriza por el tono intimista, poético y algo melancólico. Como grabador fue un especialista en aguafuertes en las variantes policromadas.